# Championnats du monde de natation en petit bassin 2018
Navigation
Édition 2016 Édition 2021
Les championnats du monde de natation en petit bassin 2018, quatorzième édition des championnats du monde de natation en petit bassin, ont lieu du 11 au 16 décembre 2018 à Hangzhou, en République populaire de Chine.

## Podiums

### Hommes
| Épreuves | Or | Or                 | Argent | Argent             | Bronze                                                                         | Bronze         |
| --- | --- | ------------------ | --- | ------------------ | ------------------------------------------------------------------------------ | -------------- |
| Nage libre | |                    | |                    |                                                                                |                |
| 50 m | Vladimir Morozov | 20 s 33            | Caeleb Dressel | 20 s 54            | Brad Tandy                                                                     | 20 s 94        |
| 100 m | Caeleb Dressel | 45 s 62            | Vladimir Morozov | 45 s 64            | Chad le Clos                                                                   | 45 s 89        |
| 200 m | Blake Pieroni | 1 min 41 s 49      | Danas Rapšys | 1 min 41 s 78      | Alexander Graham                                                               | 1 min 42 s 28  |
| 400 m | Danas Rapšys | 3 min 34 s 01 (CR) | Henrik Christiansen | 3 min 36 s 64      | Gabriele Detti                                                                 | 3 min 37 s 54  |
| 1 500 m | Mykhailo Romanchuk | 14 min 9 s 14 (CR) | Gregorio Paltrinieri | 14 min 9 s 87      | Henrik Christiansen                                                            | 14 min 19 s 39 |
| Papillon | |                    | |                    |                                                                                |                |
| 50 m | Nicholas Santos | 21 s 81 (CR)       | Chad le Clos | 21 s 97            | Dylan Carter                                                                   | 22 s 38        |
| 100 m | Chad le Clos | 48 s 50            | Caeleb Dressel | 48 s 71            | Li Zhuhao                                                                      | 49 s 25 (AS)   |
| 200 m | Daiya Seto | 1 min 48 s 24 (WR) | Chad le Clos | 1 min 48 s 32 (AF) | Li Zhuhao                                                                      | 1 min 50 s 39  |
| Dos | |                    | |                    |                                                                                |                |
| 50 m | Evgeny Rylov | 22 s 58            | Ryan Murphy | 22 s 63            | Shane Ryan                                                                     | 22 s 76        |
| 100 m | Ryan Murphy | 49 s 23            | Xu Jiayu | 49 s 26            | Kliment Kolesnikov                                                             | 49 s 40        |
| 200 m | Evgeny Rylov | 1 min 47 s 02      | Ryan Murphy | 1 min 47 s 34      | Radosław Kawęcki Mitch Larkin                                                  | 1 min 48 s 25  |
| Brasse | |                    | |                    |                                                                                |                |
| 50 m | Cameron van der Burgh                                                                                                 | 25 s 41 (CR)       | Ilya Shymanovich | 25 s 77            | Felipe Lima                                                                    | 25 s 80        |
| 100 m | Cameron van der Burgh                                                                                                 | 56 s 01 (CR)       | Ilya Shymanovich | 56 s 10            | Yasuhiro Koseki                                                                | 56 s 13 (AS)   |
| 200 m | Kirill Prigoda | 2 min 0 s 16 (WR)  | Qin Haiyang | 2 min 1 s 15 (AS)  | Marco Koch                                                                     | 2 min 1 s 42   |
| 4 nages | |                    | |                    |                                                                                |                |
| 100 m | Kliment Kolesnikov | 50 s 63 (WJ,CR)    | Marco Orsi | 51 s 03            | Hiromasa Fujimori                                                              | 51 s 53        |
| 200 m | Wang Shun | 1 min 51 s 01      | Josh Prenot | 1 min 52 s 69      | Hiromasa Fujimori                                                              | 1 min 52 s 73  |
| 400 m | Daiya Seto | 3 min 56 s 43      | Thomas Fraser-Holmes | 4 min 2 s 74       | Brandonn Almeida                                                               | 4 min 3 s 71   |
| Relais | |                    | |                    |                                                                                |                |
| 4 × 50 m nage libre | États-Unis Caeleb Dressel Ryan Held Jack Conger Michael Chadwick Michael Andrew Michael Jensen Kyle DeCoursey         | 1 min 21 s 80 (WR) | Russie Vladimir Morozov Evgeny Sedov Ivan Kuzmenko Evgeny Rylov Kliment Kolesnikov Sergey Fesikov                                               | 1 min 22 s 22      | Italie Santo Condorelli Andrea Vergani Lorenzo Zazzeri Alessandro Miressi      | 1 min 22 s 90  |
| 4 × 100 m nage libre | États-Unis Caeleb Dressel Blake Pieroni Michael Chadwick Ryan Held Kyle DeCoursey Michael Jensen Matt Grevers         | 3 min 3 s 03 (WR)  | Russie Vladislav Grinev Sergey Fesikov Vladimir Morozov Kliment Kolesnikov Evgeny Rylov Ivan Kuzmenko Mikhail Vekovishchev Ivan Girev           | 3 min 3 s 11       | Brésil Matheus Santana Marcelo Chierighini César Cielo Breno Correia           | 3 min 5 s 15   |
| 4 × 200 m nage libre | Brésil Luiz Altamir Melo Fernando Scheffer Leonardo Coelho Santos Breno Correia Leonardo de Deus                      | 6 min 46 s 81 (WR) | Russie Martin Malyutin Mikhail Vekovishchev Ivan Girev Aleksandr Krasnykh Mikhail Dovgalyuk Vladislav Grinev                                    | 6 min 46 s 84      | Chine Ji Xinjie Xu Jiayu Sun Yang Wang Shun Shang Keyuan Qian Zhiyong          | 6 min 47 s 53  |
| 4 × 50 m 4 nages | Russie Kliment Kolesnikov Oleg Kostin Mikhail Vekovishchev Evgeny Rylov Kirill Prigoda Roman Shevliakov Ivan Kuzmenko | 1 min 30 s 54      | États-Unis Ryan Murphy Michael Andrew Caeleb Dressel Ryan Held Matt Grevers Andrew Wilson Jack Conger Michael Chadwick                          | 1 min 30 s 90      | Brésil Guilherme Guido Felipe Lima Nicholas Santos César Cielo Matheus Santana | 1 min 31 s 49  |
| 4 × 100 m 4 nages | États-Unis Ryan Murphy Andrew Wilson Caeleb Dressel Ryan Held Matt Grevers Michael Andrew Jack Conger Blake Pieroni   | 3 min 19 s 98 (CR) | Russie Kliment Kolesnikov Kirill Prigoda Mikhail Vekovishchev Vladimir Morozov Andrey Shabasov Oleg Kostin Aleksandr Kharlanov Vladislav Grinev | 3 min 20 s 61      | Japon Ryōsuke Irie Yasuhiro Koseki Takeshi Kawamoto Katsumi Nakamura Yuma Edo  | 3 min 21 s 07  |
| (AF) Record d'Afrique \| (AM) Record d'Amérique \| (AS) Record d'Asie \| (CR) Record de la compétition \| (EU) Record d'Europe \| (OC) Record d'Océanie \| (WJ) Record du monde junior \| (WR) Record du monde | |                    | |                    |                                                                                |                |

### Femmes
| Épreuves | Or | Or                 | Argent                                                                                          | Argent            | Bronze                                                                                       | Bronze        |
| --- | --- | ------------------ | ----------------------------------------------------------------------------------------------- | ----------------- | -------------------------------------------------------------------------------------------- | ------------- |
| Nage libre | |                    |                                                                                                 |                   |                                                                                              |               |
| 50 m | Ranomi Kromowidjojo | 23 s 19 (CR)       | Femke Heemskerk                                                                                 | 23 s 67           | Etiene Medeiros                                                                              | 23 s 76 (AM)  |
| 100 m | Ranomi Kromowidjojo | 51 s 14 (CR)       | Femke Heemskerk                                                                                 | 51 s 60           | Mallory Comerford                                                                            | 51 s 63 (AM)  |
| 200 m | Ariarne Titmus | 1 min 51 s 38 (OC) | Mallory Comerford                                                                               | 1 min 51 s 81     | Femke Heemskerk                                                                              | 1 min 52 s 36 |
| 400 m | Ariarne Titmus | 3 min 53 s 92 (WR) | Wang Jianjiahe                                                                                  | 3 min 54 s 56     | Li Bingjie                                                                                   | 3 min 57 s 99 |
| 800 m | Wang Jianjiahe | 8 min 4 s 35       | Simona Quadarella                                                                               | 8 min 8 s 03      | Leah Smith                                                                                   | 8 min 8 s 75  |
| Papillon | |                    |                                                                                                 |                   |                                                                                              |               |
| 50 m | Ranomi Kromowidjojo | 24 s 47 (CR)       | Holly Barratt                                                                                   | 24 s 80           | Kelsi Dahlia                                                                                 | 24 s 97       |
| 100 m | Kelsi Dahlia | 55 s 01            | Kendyl Stewart                                                                                  | 56 s 22           | Daiene Dias                                                                                  | 56 s 31       |
| 200 m | Katinka Hosszú | 2 min 1 s 60       | Kelsi Dahlia                                                                                    | 2 min 1 s 73 (AM) | Suzuka Hasegawa                                                                              | 2 min 4 s 04  |
| Dos | |                    |                                                                                                 |                   |                                                                                              |               |
| 50 m | Olivia Smoliga | 25 s 88            | Caroline Pilhatsch                                                                              | 25 s 99           | Holly Barratt                                                                                | 26 s 04       |
| 100 m | Olivia Smoliga | 56 s 19            | Katinka Hosszú                                                                                  | 56 s 26           | Georgia Davies Minna Atherton                                                                | 56 s 74       |
| 200 m | Lisa Bratton | 2 min 0 s 71       | Kathleen Baker                                                                                  | 2 min 0 s 79      | Emily Seebohm                                                                                | 2 min 1 s 37  |
| Brasse | |                    |                                                                                                 |                   |                                                                                              |               |
| 50 m | Alia Atkinson | 29 s 05            | Rūta Meilutytė                                                                                  | 29 s 38           | Martina Carraro                                                                              | 29 s 59       |
| 100 m | Alia Atkinson | 1 min 3 s 51       | Katie Meili                                                                                     | 1 min 3 s 63      | Jessica Hansen                                                                               | 1 min 4 s 61  |
| 200 m | Annie Lazor | 2 min 18 s 32      | Bethany Galat                                                                                   | 2 min 18 s 62     | Fanny Lecluyse                                                                               | 2 min 18 s 85 |
| 4 nages | |                    |                                                                                                 |                   |                                                                                              |               |
| 100 m | Katinka Hosszú | 57 s 26            | Runa Imai                                                                                       | 57 s 85           | Alia Atkinson                                                                                | 58 s 11       |
| 200 m | Katinka Hosszú | 2 min 3 s 25       | Melanie Margalis                                                                                | 2 min 4 s 62      | Kathleen Baker                                                                               | 2 min 5 s 54  |
| 400 m | Katinka Hosszú | 4 min 21 s 40      | Melanie Margalis                                                                                | 4 min 25 s 84     | Fantine Lesaffre                                                                             | 4 min 27 s 31 |
| Relais | |                    |                                                                                                 |                   |                                                                                              |               |
| 4 × 50 m nage libre | États-Unis Madison Kennedy Mallory Comerford Kelsi Dahlia Erika Brown Lia Neal Olivia Smoliga Veronica Burchill              | 1 min 34 s 03 (CR) | Pays-Bas Ranomi Kromowidjojo Femke Heemskerk Kim Busch Valerie van Roon Maaike de Waard         | 1 min 34 s 55     | Australie Holly Barratt Emily Seebohm Minna Atherton Carla Buchanan Ariarne Titmus           | 1 min 36 s 34 |
| 4 × 100 m nage libre | États-Unis Olivia Smoliga Lia Neal Mallory Comerford Kelsi Dahlia Veronica Burchill Erika Brown                              | 3 min 27 s 78      | Pays-Bas Kim Busch Femke Heemskerk Maaike de Waard Ranomi Kromowidjojo Valerie van Roon         | 3 min 28 s 02     | Chine Zhu Menghui Yang Junxuan Liu Xiaohan Wang Jingzhuo                                     | 3 min 30 s 92 |
| 4 × 200 m nage libre | Chine Li Bingjie Yang Junxuan Zhang Yuhan Wang Jianjiahe Ai Yanhan Liu Xiaohan                                               | 7 min 34 s 08      | États-Unis Leah Smith Mallory Comerford Melanie Margalis Erika Brown Lia Neal Veronica Burchill | 7 min 35 s 30     | Australie Ariarne Titmus Minna Atherton Carla Buchanan Abbey Harkin                          | 7 min 36 s 40 |
| 4 × 50 m 4 nages | États-Unis Olivia Smoliga Katie Meili Kelsi Dahlia Mallory Comerford Kathleen Baker Kendyl Stewart Erika Brown               | 1 min 42 s 38 (WR) | Chine Fu Yuanhui Suo Ran Wang Yichun Wu Yue (en)                                                | 1 min 44 s 31     | Pays-Bas Maaike de Waard Kim Busch Ranomi Kromowidjojo Femke Heemskerk                       | 1 min 44 s 57 |
| 4 × 100 m 4 nages | États-Unis Olivia Smoliga Katie Meili Kelsi Dahlia Mallory Comerford Kathleen Baker Melanie Margalis Kendyl Stewart Lia Neal | 3 min 45 s 58 (CR) | Chine Fu Yuanhui Shi Jinglin Zhang Yufei Zhu Menghui Wang Yichun Yang Junxuan                   | 3 min 48 s 80     | Italie Margherita Panziera Martina Carraro Elena Di Liddo Federica Pellegrini Ilaria Bianchi | 3 min 51 s 38 |
| (AF) Record d'Afrique \| (AM) Record d'Amérique \| (AS) Record d'Asie \| (CR) Record de la compétition \| (EU) Record d'Europe \| (OC) Record d'Océanie \| (WR) Record du monde | |                    |                                                                                                 |                   |                                                                                              |               |

### Mixtes
| Épreuves | Or | Or                 | Argent                                                                                             | Argent        | Bronze | Bronze        |
| --- | --- | ------------------ | -------------------------------------------------------------------------------------------------- | ------------- | --- | ------------- |
| Relais | |                    | |               | |               |
| 4 × 50 m nage libre | États-Unis Caeleb Dressel Ryan Held Mallory Comerford Kelsi Dahlia Michael Andrew Michael Chadwick Olivia Smoliga Madison Kennedy | 1 min 27 s 89 (WR) | Pays-Bas Jesse Puts Stan Pijnenburg Ranomi Kromowidjojo Femke Heemskerk Kim Busch Valerie van Roon | 1 min 28 s 51 | Russie Vladimir Morozov Evgeny Sedov Maria Kameneva Rozaliya Nasretdinova Evgeny Rylov Ivan Kuzmenko Arina Surkova | 1 min 28 s 73 |
| 4 × 50 m 4 nages | États-Unis Olivia Smoliga Michael Andrew Kelsi Dahlia Caeleb Dressel Ryan Murphy Katie Meili Kendyl Stewart Michael Chadwick      | 1 min 36 s 40 (WR) | Pays-Bas Jesse Puts Ties Elzerman Ranomi Kromowidjojo Femke Heemskerk Maaike de Waard Kim Busch    | 1 min 37 s 05 | Russie Kliment Kolesnikov Oleg Kostin Rozaliya Nasretdinova Maria Kameneva Evgeny Rylov Arina Surkova              | 1 min 37 s 33 |
| (AF) Record d'Afrique \| (AM) Record d'Amérique \| (AS) Record d'Asie \| (CR) Record de la compétition \| (EU) Record d'Europe \| (OC) Record d'Océanie \| (WR) Record du monde | |                    | |               | |               |